# Break Me Shake Me
Break Me Shake Me è un singolo del gruppo musicale Savage Garden, pubblicato nel 1997 ed estratto dal loro eponimo album Savage Garden.

## Tracce
- CD

1. Break Me Shake Me – 3:23
2. Break Me Shake Me (live acoustic) – 3:26

- Maxi CD

1. Break Me Shake Me – 3:23
2. Break Me Shake Me (live acoustic) – 3:26
3. Break Me Shake Me (remix) – 4:18
4. I Want You (live acoustic) – 2:47

## Classifiche

### Classifiche settimanali
| Classifica (1997/98) | Posizione massima |
| -------------------- | ----------------- |
| Australia            | 7                 |
| Canada               | 23                |
| Germania             | 86                |
| Nuova Zelanda        | 8                 |
| Svezia               | 39                |

### Classifiche di fine anno
| Classifica (1997) | Posizione |
| ----------------- | --------- |
| Australia         | 55        |